# Élections législatives de 1967 en Savoie
Les élections législatives françaises de 1967 se déroulent les 5 et 12 mars 1967.  Dans le département de la Savoie, trois députés sont à élire dans le cadre de trois circonscriptions.

## Élus
| Circonscription | Député sortant                             | Parti | Parti   | Député élu ou réélu | Parti | Parti |
| --------------- | ------------------------------------------ | ----- | ------- | ------------------- | ----- | ----- |
| 1re             | Jean Delachenal                            |       | RI      | Jean Delachenal     |       | RI    |
| 2e              | Joseph Fontanet                            |       | MRP     | Joseph Fontanet     |       | CD    |
| 3e              | Florimond Girard suppléant de Pierre Dumas |       | UNR-UDT | Pierre Dumas        |       | UD-Ve |

## Résultats

### Résultats à l'échelle du département
| Parti          | Parti                                           | Premier tour | Premier tour | Second tour | Second tour | Sièges |
| Parti          | Parti                                           | Voix         | %            | Voix        | %           | Sièges |
| -------------- | ----------------------------------------------- | ------------ | ------------ | ----------- | ----------- | ------ |
|                | Union des démocrates pour la Ve République      | 29 859       | 24,38        | Retrait     | Retrait     | 1      |
|                | Républicains indépendants                       | 19 912       | 16,26        | 22 409      | 29,29       | 1      |
|                | Modérés                                         | 4 433        | 3,62         |             |             | 0      |
|                | Divers droite (gaulliste)                       | 3 914        | 3,20         | 0           |             |        |
|                | Union des républicains de progrès               | 58 118       | 47,45        | 22 409      | 29,29       | 2      |
|                |                                                 |              |              |             |             |        |
|                | Parti radical                                   | 12 262       | 10,01        | 21 480      | 28,07       | 0      |
|                | Fédération de la gauche démocrate et socialiste | 12 262       | 10,01        | 21 480      | 28,07       | 0      |
|                |                                                 |              |              |             |             |        |
|                | Parti communiste français                       | 27 453       | 22,42        | 14 828      | 19,38       | 0      |
|                | Progrès et démocratie moderne                   | 14 900       | 12,17        | 17 798      | 23,26       | 1      |
|                | Parti socialiste unifié                         | 9 741        | 7,95         |             |             | 0      |
|                |                                                 |              |              |             |             |        |
| Inscrits       | Inscrits                                        | 160 597      | 100,00       | 104 101     | 100,00      | 3      |
| Abstentions    | Abstentions                                     | 36 075       | 22,46        | 25 475      | 24,47       |        |
| Votants        | Votants                                         | 124 522      | 77,54        | 78 626      | 75,53       |        |
| Blancs et nuls | Blancs et nuls                                  | 2 048        | 1,64         | 2 111       | 2,68        |        |
| Exprimés       | Exprimés                                        | 122 474      | 98,36        | 76 515      | 97,32       |        |

### Résultats par circonscription

#### Première circonscription (Chambéry - Aix-les-Bains)
| Candidat       | Candidat                      | Parti                     | Premier tour | Premier tour | Second tour | Second tour |  |
| Candidat       | Candidat                      | Parti                     | Voix         | %            | Voix        | %           |  |
| -------------- | ----------------------------- | ------------------------- | ------------ | ------------ | ----------- | ----------- |  |
|                | Jean Delachenal sortant réélu | RI                        | 19 912       | 45,77        | 22 409      | 51,06       |  |
|                | Michel Soulié                 | FGDS (Radical)            | 12 262       | 28,18        | 21 480      | 48,94       |  |
|                | Joseph Moiroud                | PCF                       | 7 419        | 17,05        | Retrait     | Retrait     |  |
|                | Victor Coudurier              | Divers droite (Gaulliste) | 3 914        | 9            |             |             |  |
|                |                               |                           |              |              |             |             |  |
| Inscrits       | Inscrits                      | Inscrits                  | 58 820       | 100,00       | 58 797      | 100,00      |  |
| Abstentions    | Abstentions                   | Abstentions               | 14 266       | 24,25        | 14 193      | 24,14       |  |
| Votants        | Votants                       | Votants                   | 44 554       | 75,75        | 44 604      | 75,86       |  |
| Blancs et nuls | Blancs et nuls                | Blancs et nuls            | 1 047        | 2,35         | 715         | 1,6         |  |
| Exprimés       | Exprimés                      | Exprimés                  | 43 507       | 97,65        | 43 889      | 98,4        |  |

#### Deuxième circonscription (Albertville)
| Candidat       | Candidat                      | Parti          | Premier tour | Premier tour | Second tour | Second tour |  |
| Candidat       | Candidat                      | Parti          | Voix         | %            | Voix        | %           |  |
| -------------- | ----------------------------- | -------------- | ------------ | ------------ | ----------- | ----------- |  |
|                | Joseph Fontanet sortant réélu | CD (PDM)       | 9 272        | 27,53        | 17 798      | 54,55       |  |
|                | Marcel Rochaix                | PCF            | 8 812        | 26,16        | 14 828      | 45,45       |  |
|                | Bernard de Poret              | UD-Ve          | 6 876        | 20,41        | Retrait     | Retrait     |  |
|                | Alexis Borrel                 | Modérés        | 4 433        | 13,16        |             |             |  |
|                | Émile Godet                   | PSU            | 4 290        | 12,74        |             |             |  |
|                |                               |                |              |              |             |             |  |
| Inscrits       | Inscrits                      | Inscrits       | 45 305       | 100,00       | 45 304      | 100,00      |  |
| Abstentions    | Abstentions                   | Abstentions    | 11 233       | 24,79        | 11 282      | 24,9        |  |
| Votants        | Votants                       | Votants        | 34 072       | 75,21        | 34 022      | 75,1        |  |
| Blancs et nuls | Blancs et nuls                | Blancs et nuls | 389          | 1,14         | 1 396       | 4,1         |  |
| Exprimés       | Exprimés                      | Exprimés       | 33 683       | 98,86        | 32 626      | 95,9        |  |

#### Troisième circonscription (Chambéry - Saint-Jean-de-Maurienne)
|                | Pierre Dumas sortant réélu | UD-Ve          | 22 983 | 50,75  |  |  |  |
|                | Auguste Mudry              | PCF            | 11 222 | 24,78  |  |  |  |
|                | Pierre Buisson             | CD (PDM)       | 5 628  | 12,43  |  |  |  |
|                | Michel Poensin             | PSU            | 5 451  | 12,04  |  |  |  |
|                |                            |                |        |        |  |  |  |
| Inscrits       | Inscrits                   | Inscrits       | 56 472 | 100,00 |  |  |  |
| Abstentions    | Abstentions                | Abstentions    | 10 576 | 18,73  |  |  |  |
| Votants        | Votants                    | Votants        | 45 896 | 81,27  |  |  |  |
| Blancs et nuls | Blancs et nuls             | Blancs et nuls | 612    | 1,33   |  |  |  |
| Exprimés       | Exprimés                   | Exprimés       | 45 284 | 98,67  |  |  |  |